# Pfarrkirche Rietz

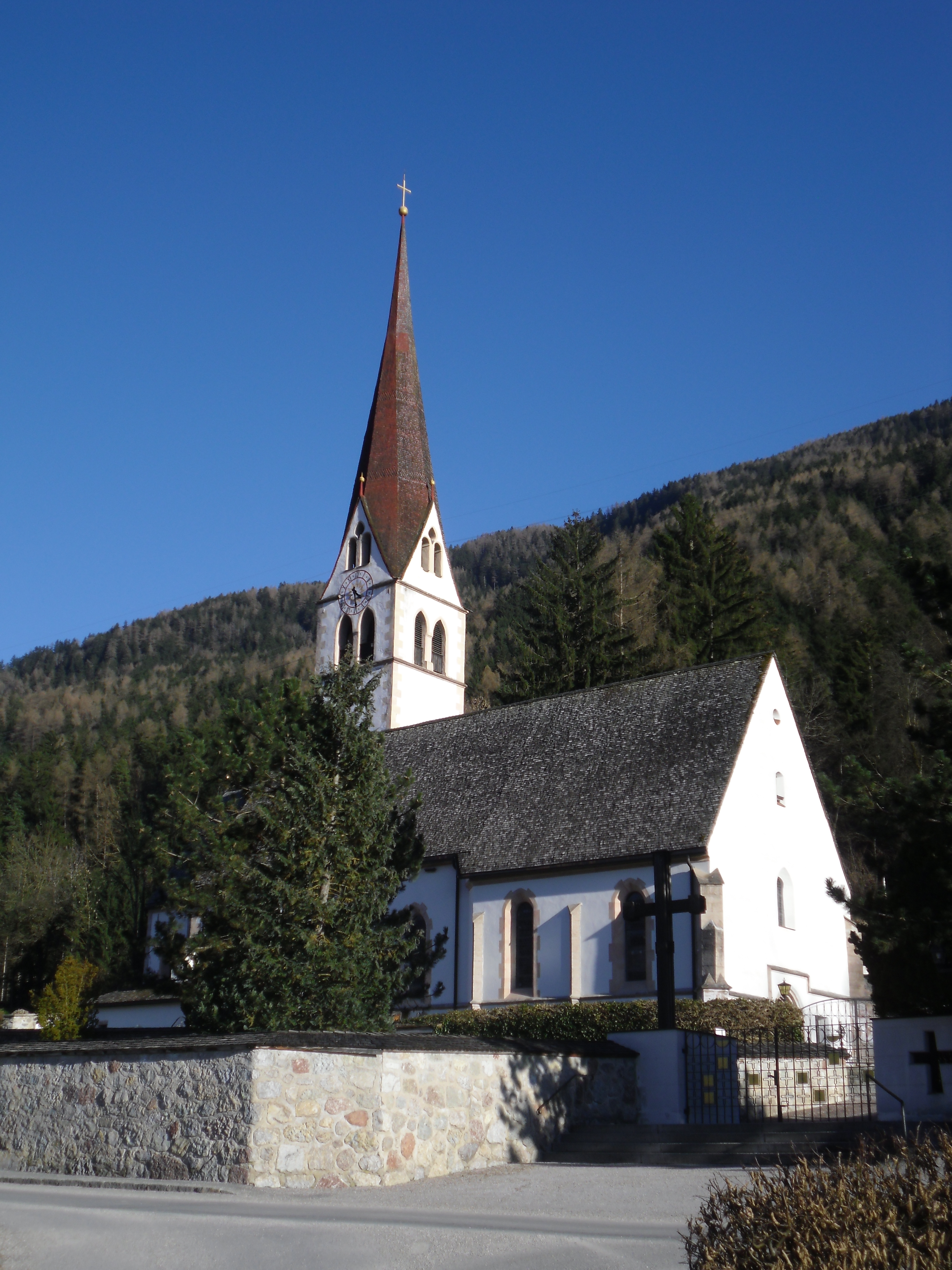
Katholische Pfarrkirche hl. Valentin in Rietz

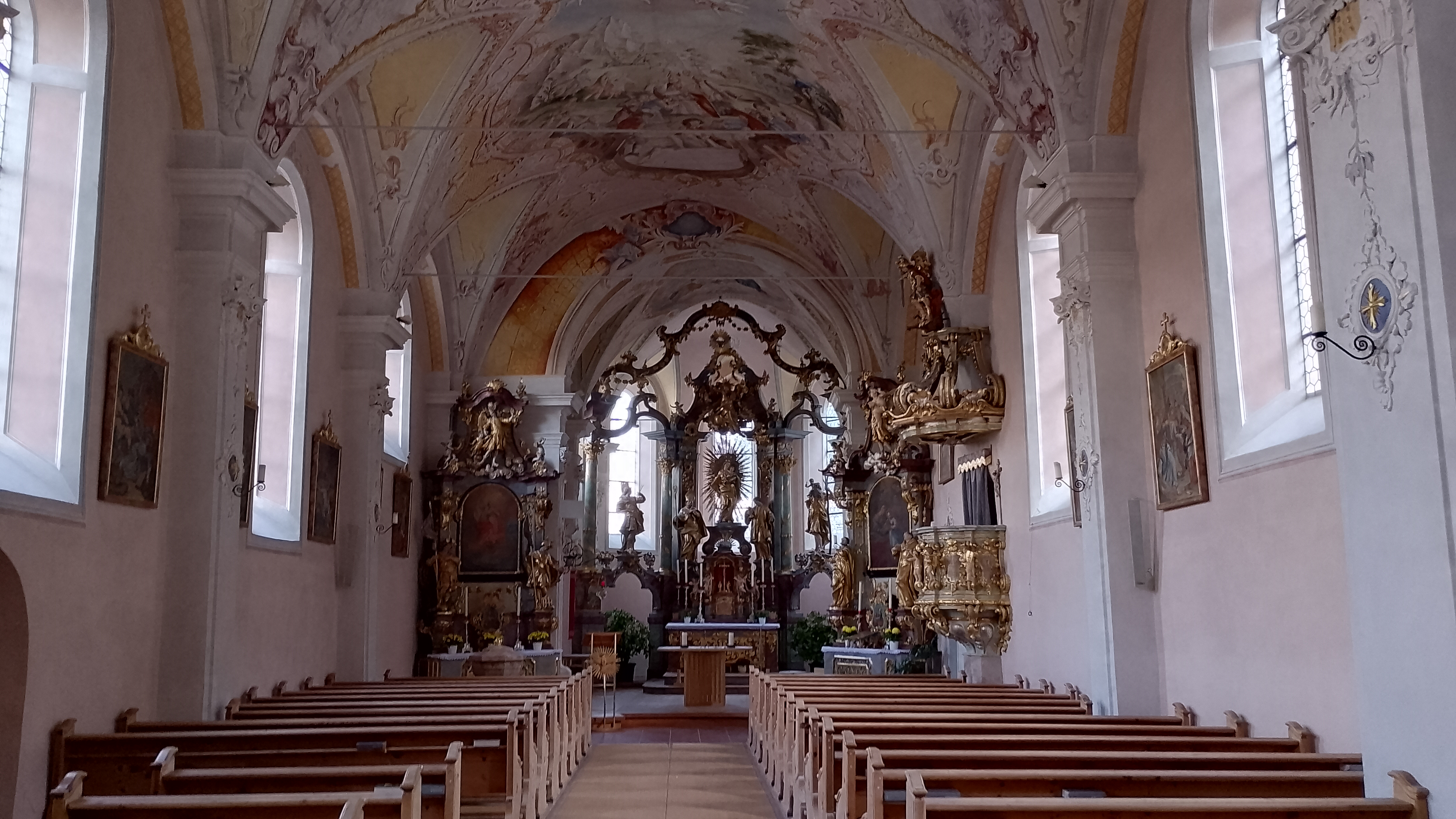
Innenraum der Kirche, Langhaus, Blick zum Chor

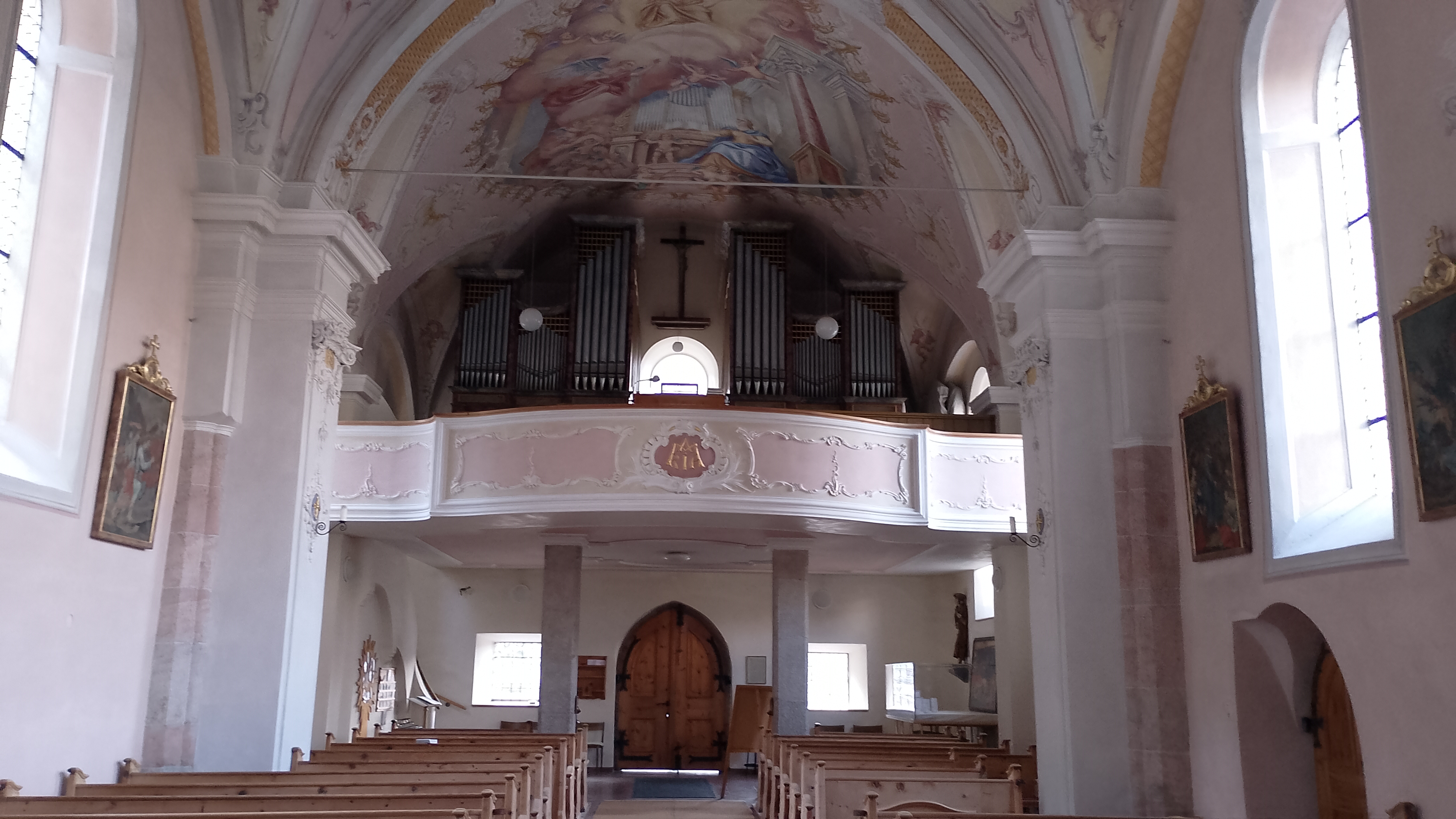
Innenraum der Kirche, Langhaus, Blick zur Empore

Die Pfarrkirche Reitz steht östlich außerhalb des Ortes am Hang in der Gemeinde Rietz im Bezirk Imst im österreichischen Bundesland Tirol. Die dem Patrozinium hl. Valentin unterstellte römisch-katholische Kirche gehört zum Dekanat Telfs in der Diözese Innsbruck. Die Kirche steht unter Denkmalschutz (Listeneintrag).

## Geschichte
Urkundlich wurde 1369 eine Kirche genannt. 1508 und 1475 waren Umbauten. Das Langhaus wurde von 1947 bis 1951 um zwei Joche erweitert.

## Architektur
Die spätgotische Kirche mit einem Südturm ist von einem Friedhof umgeben.
Die Deckenmalereien schuf Josef Anton Puellacher um 1765, im Chor Verehrung der Hostie mit den Heiligen Valentin und Leonhard, an der Chorwand büßende hl. Maria Magdalena und Stigmatisation des hl. Franziskus, im Langhaus hl. Valentin heilt Kranke, Madonna mit den Heiligen Barbara, Sebastian, Christophorus und Priester. Über der Empore hl. Cäcilia schuf Josef Prantl 1957.

## Ausstattung
Den Hochaltar schuf Urban Mayr 1769/1774 als luftige Säulenarchitektur mit Opfergangsbögen, er trägt die Statuen Madonna, Bischof Valentin, Priester Valentin, Sebastian, Christophorus, alle von Johann Reindl 1769, wohl gefasst vom Faßmaler Andreas Schnaitter 1774.
Der Taufstein ist aus 1581.